# 福岡県道531号内殿手光線
福岡県道531号内殿手光線（ふくおかけんどう531ごう うちどのてびかせん）は、福岡県福津市を通る一般県道である。

## 概要
福津市内殿から福津市手光に至る。福津市内でも旧福間町内を通っている。

### 路線データ
- 起点：福津市内殿（内殿交差点、福岡県道30号飯塚福間線交点）
- 終点：福津市手光（通り道交差点、福岡県道97号福間宗像玄海線交点）

## 路線状況

### 道路施設

#### 橋梁
- 岩崎橋（西郷川、福津市）
- 久末橋（久末川、福津市）
- 津丸橋（桜川、福津市）
- 通堂高架橋（鹿児島本線、福津市）

## 地理

### 通過する自治体
- 福津市

### 交差する道路
| 交差する道路               | 交差する場所 | 交差する場所        |
| -------------------------- | ------------ | ------------------- |
| 福岡県道30号飯塚福間線     | 内殿         | 内殿交差点 / 起点   |
| 国道3号 / 宗像バイパス     | 津丸         | [ 注釈 1 ]          |
| 福岡県道97号福間宗像玄海線 | 手光         | 通り堂交差点 / 終点 |

### 交差する鉄道
- 鹿児島本線

### 沿線
- 福津市立福間中学校